# Biserica Sfinții Apostoli Petru și Pavel din Târgu Jiu
Biserica Sfinții Apostoli Petru și Pavel este o biserică creștin-ortodoxă din Târgu Jiu, România.

## Istoric și trăsături
Biserica este situată pe Calea Eroilor, drumul care leagă operele sculptorului Constantin Brâncuși, fiind parte integrantă a ansamblului monumental Calea Eroilor.
Construcția bisericii s-a realizat între anii 1927 și 1938 și a fost ridicată pe locul unei biserici din anul 1777. Pictorul local Iosif Keber a executat frescele neobizantine, în timp ce Ion Antonescu, Anghel Păunescu și Julius Doppelreiter au fost arhitecții acesteia. Clădirea este considerată monument istoric de către Ministerul Culturii din România.

## Imagini din exterior

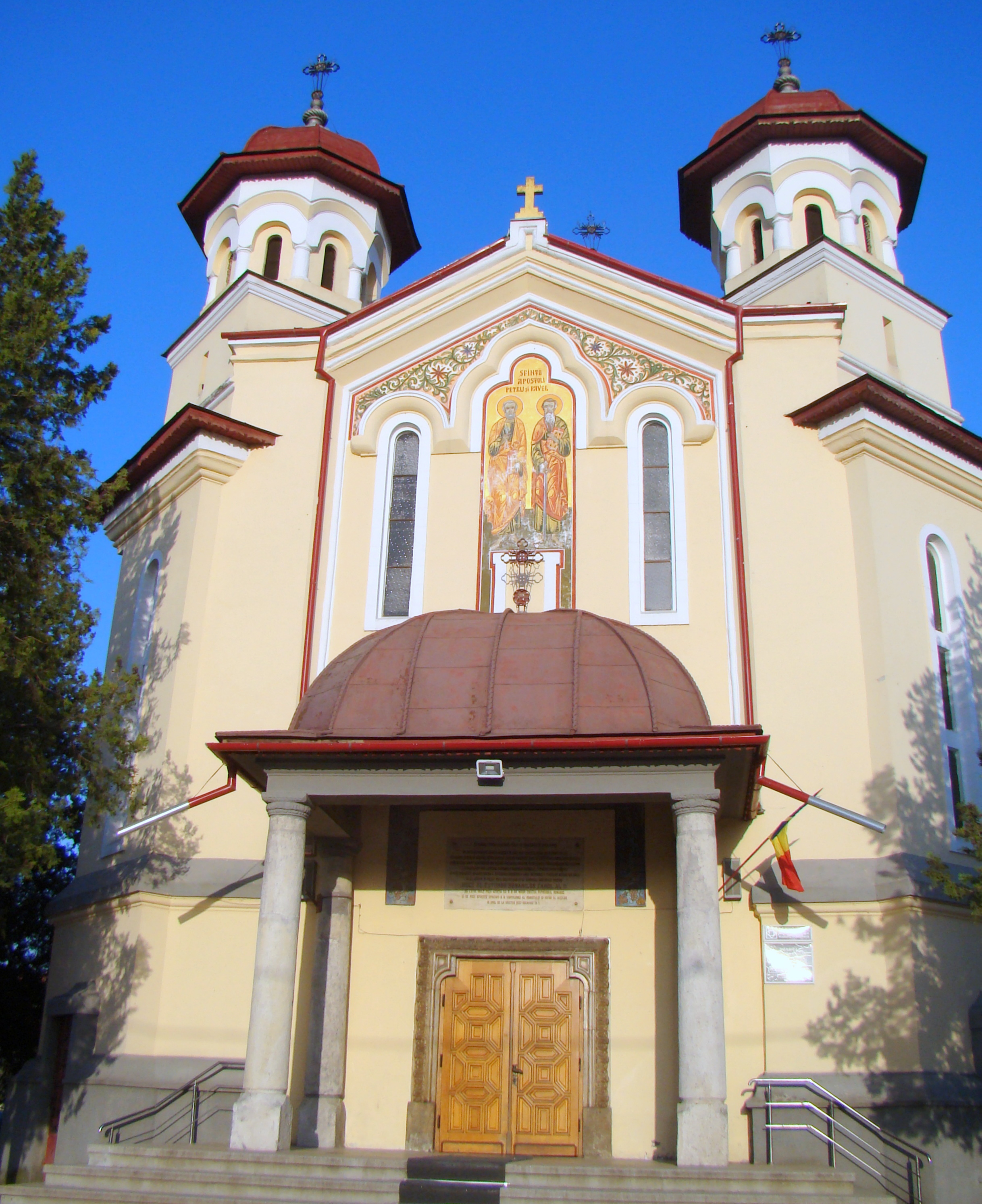
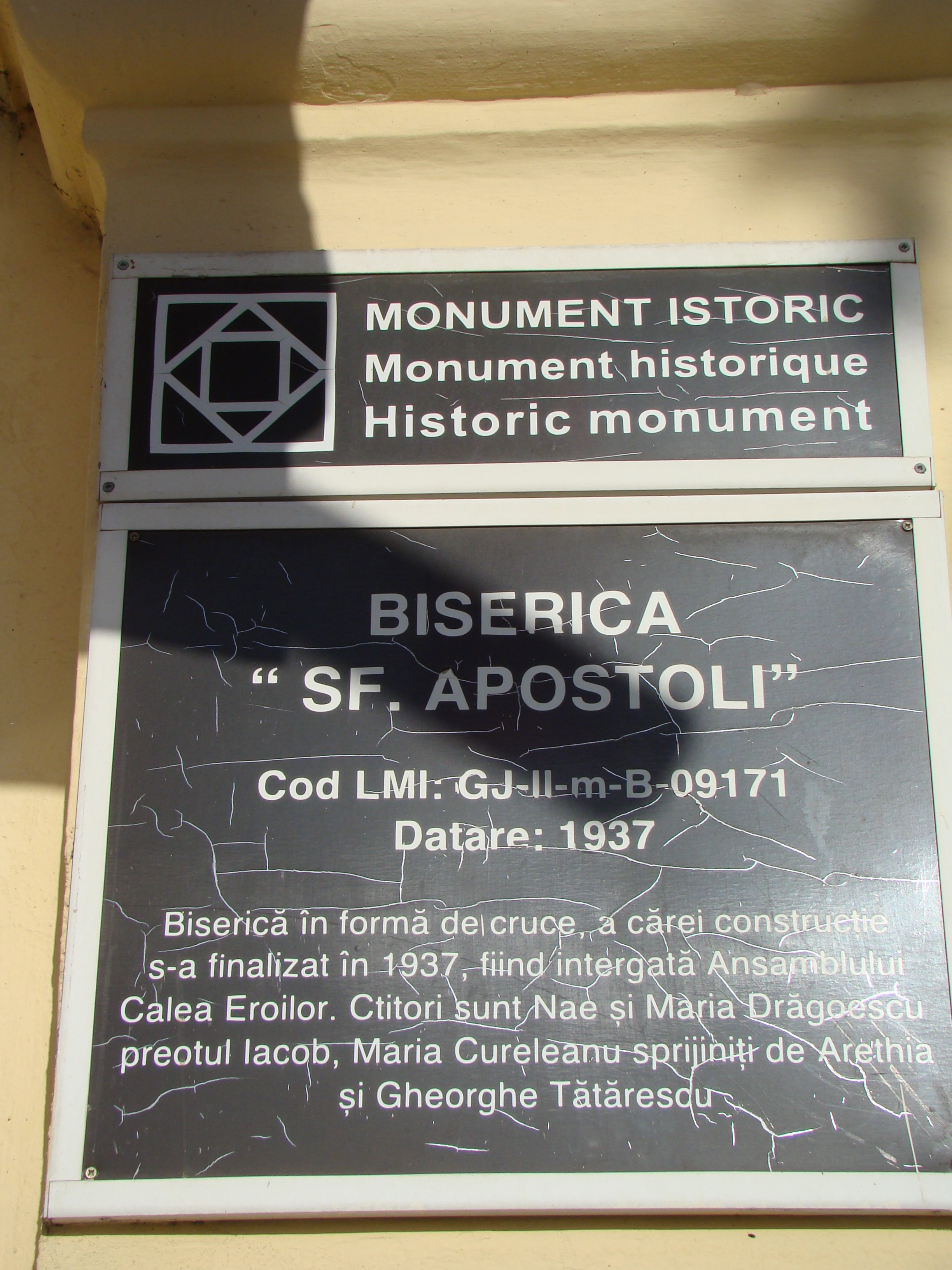
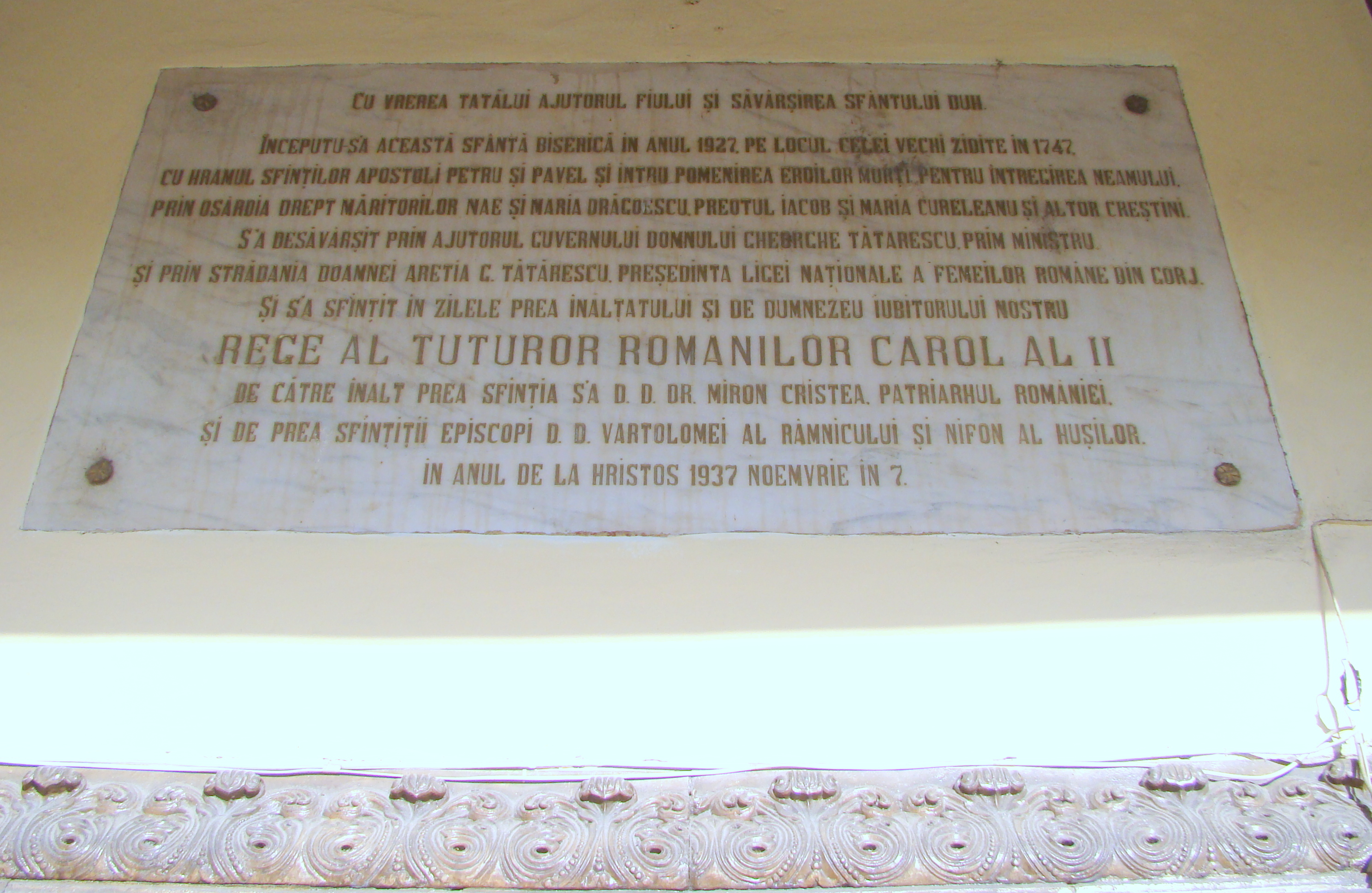
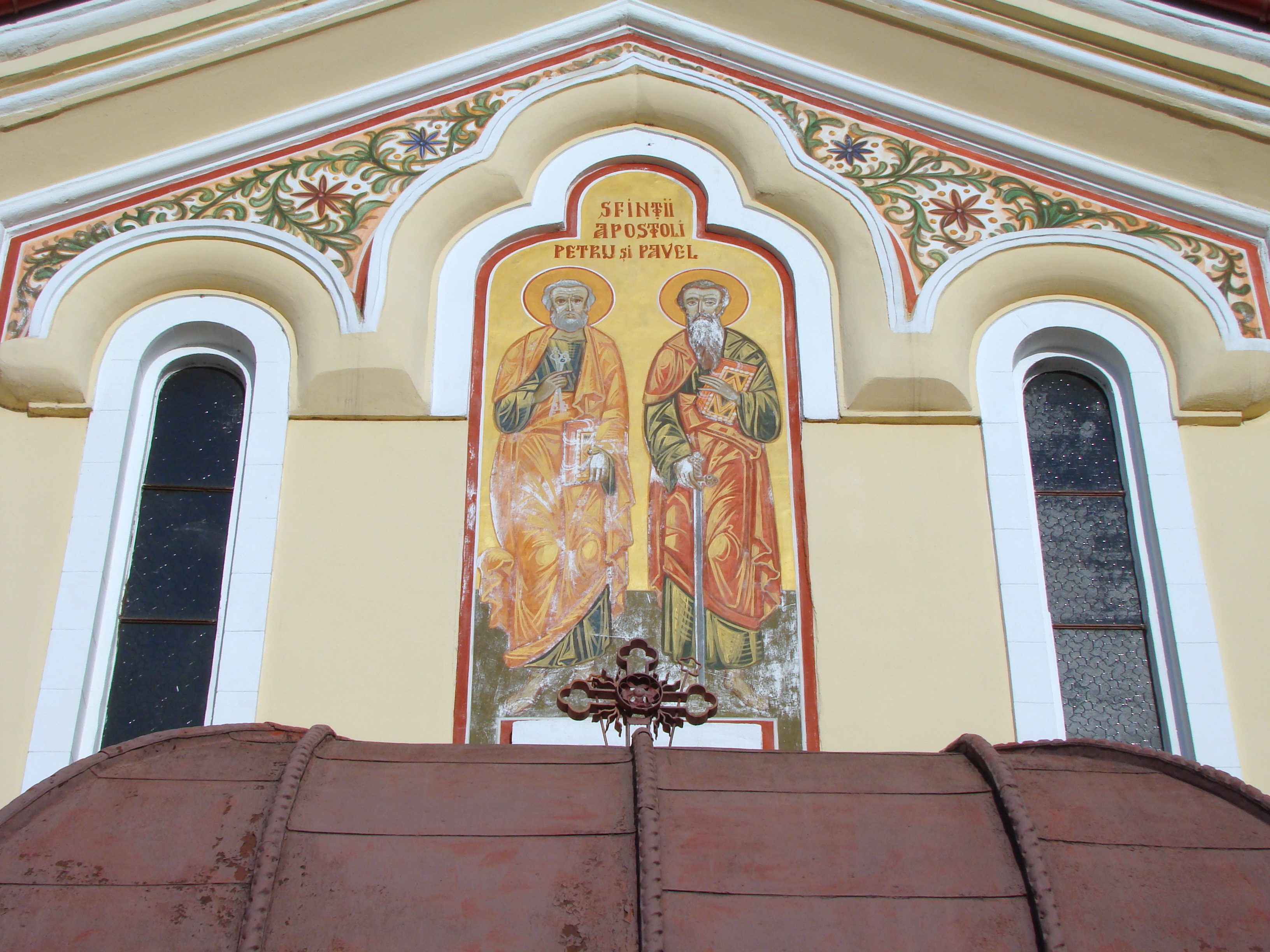
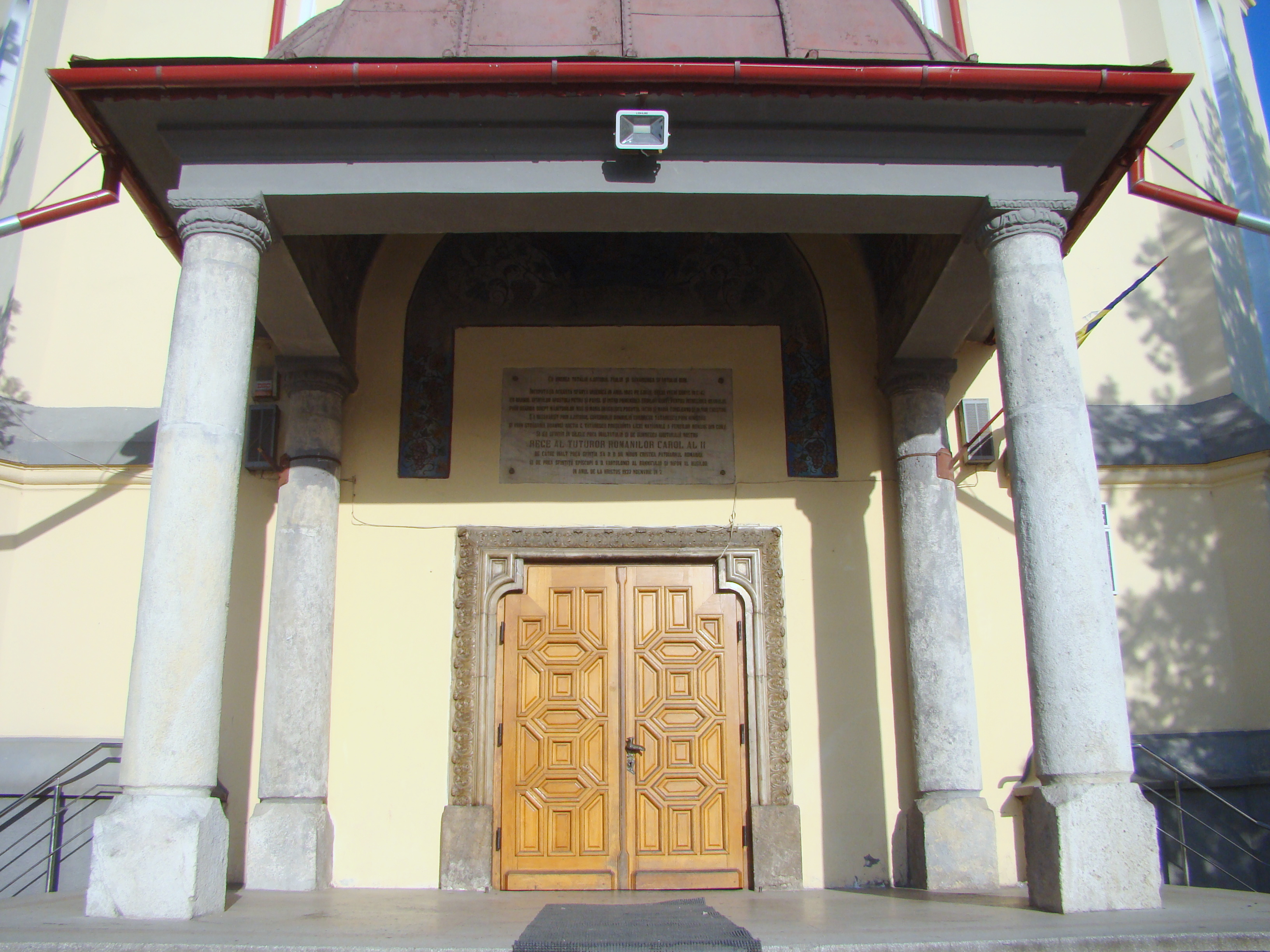
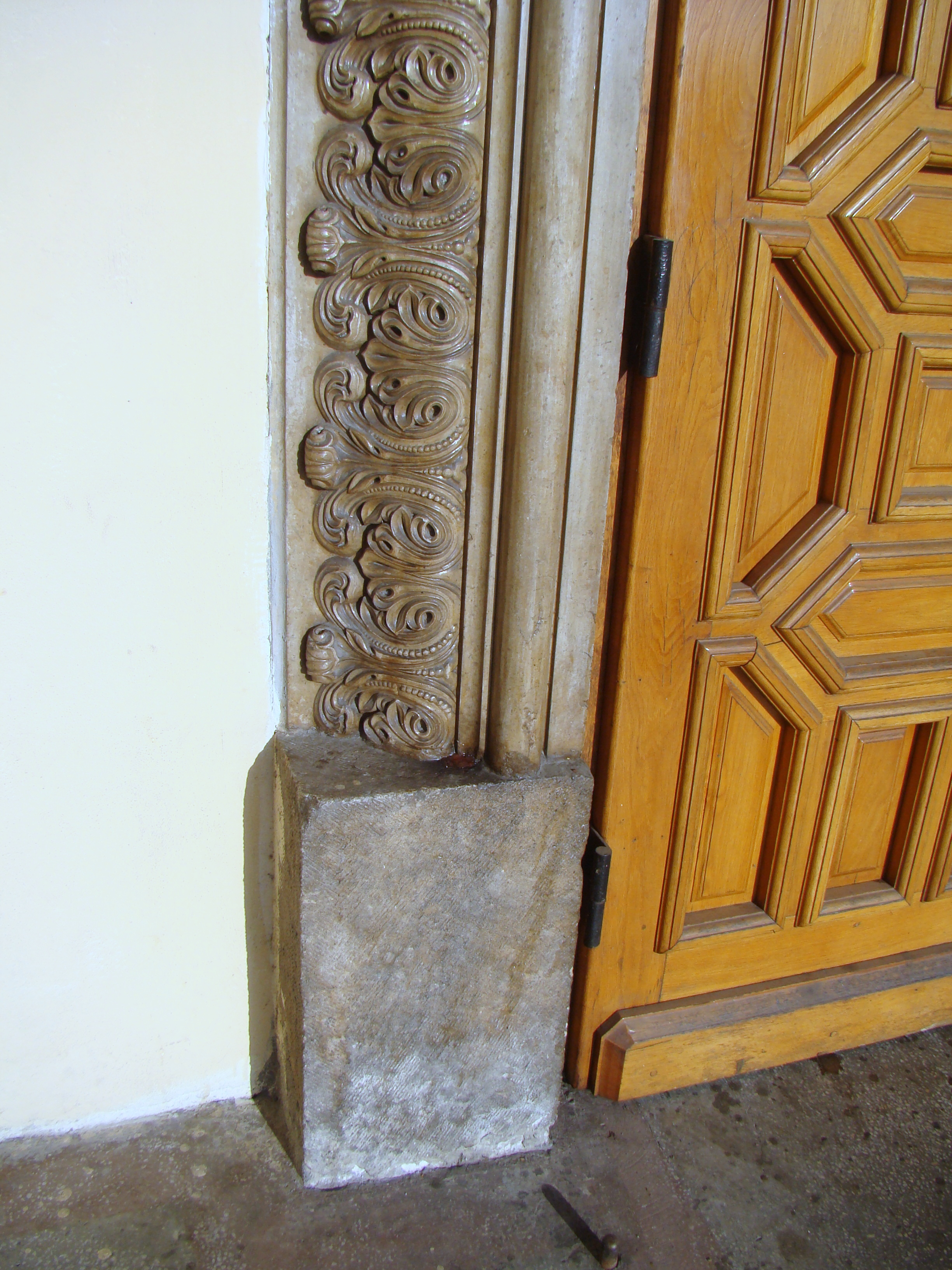
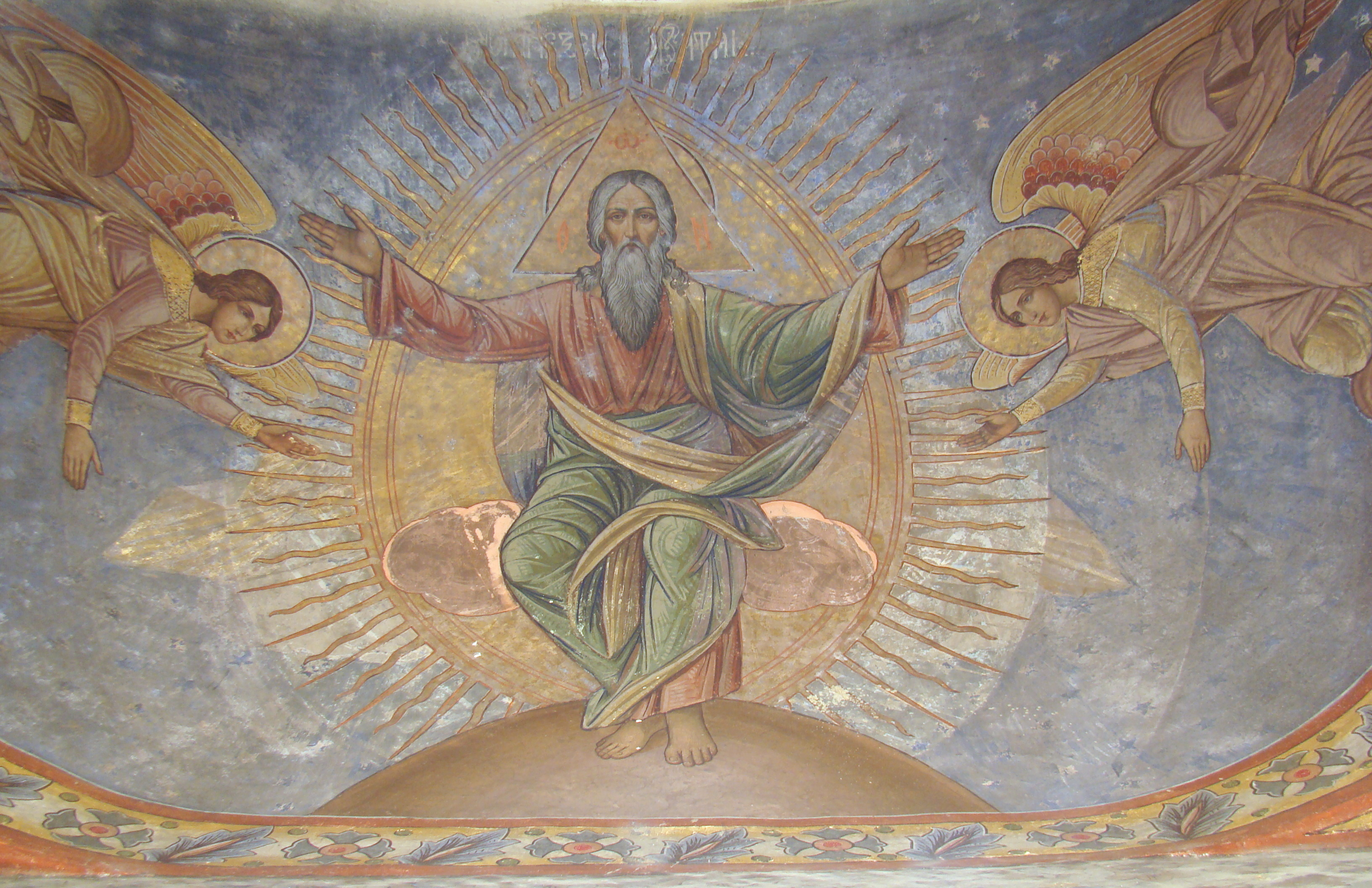
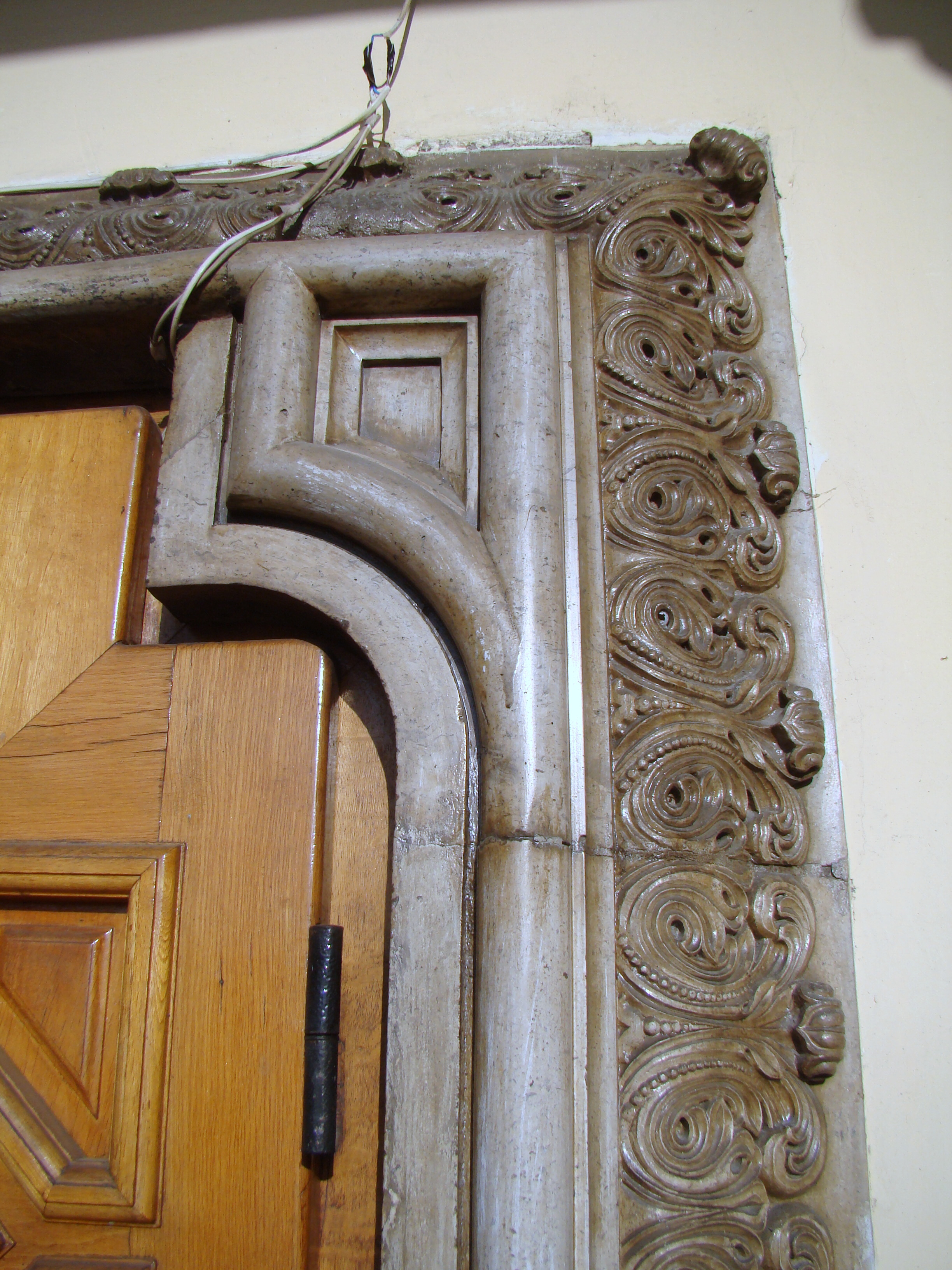
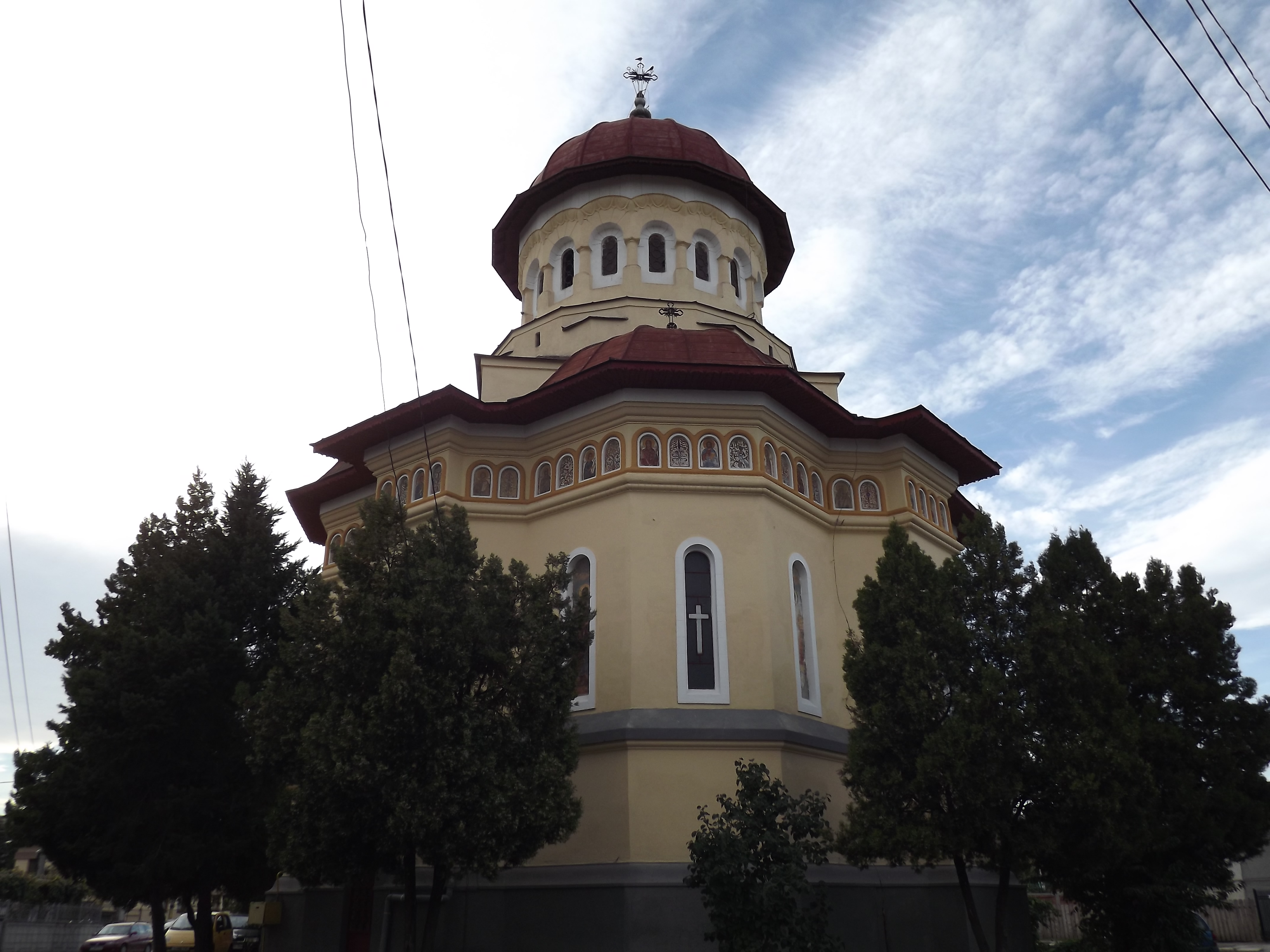
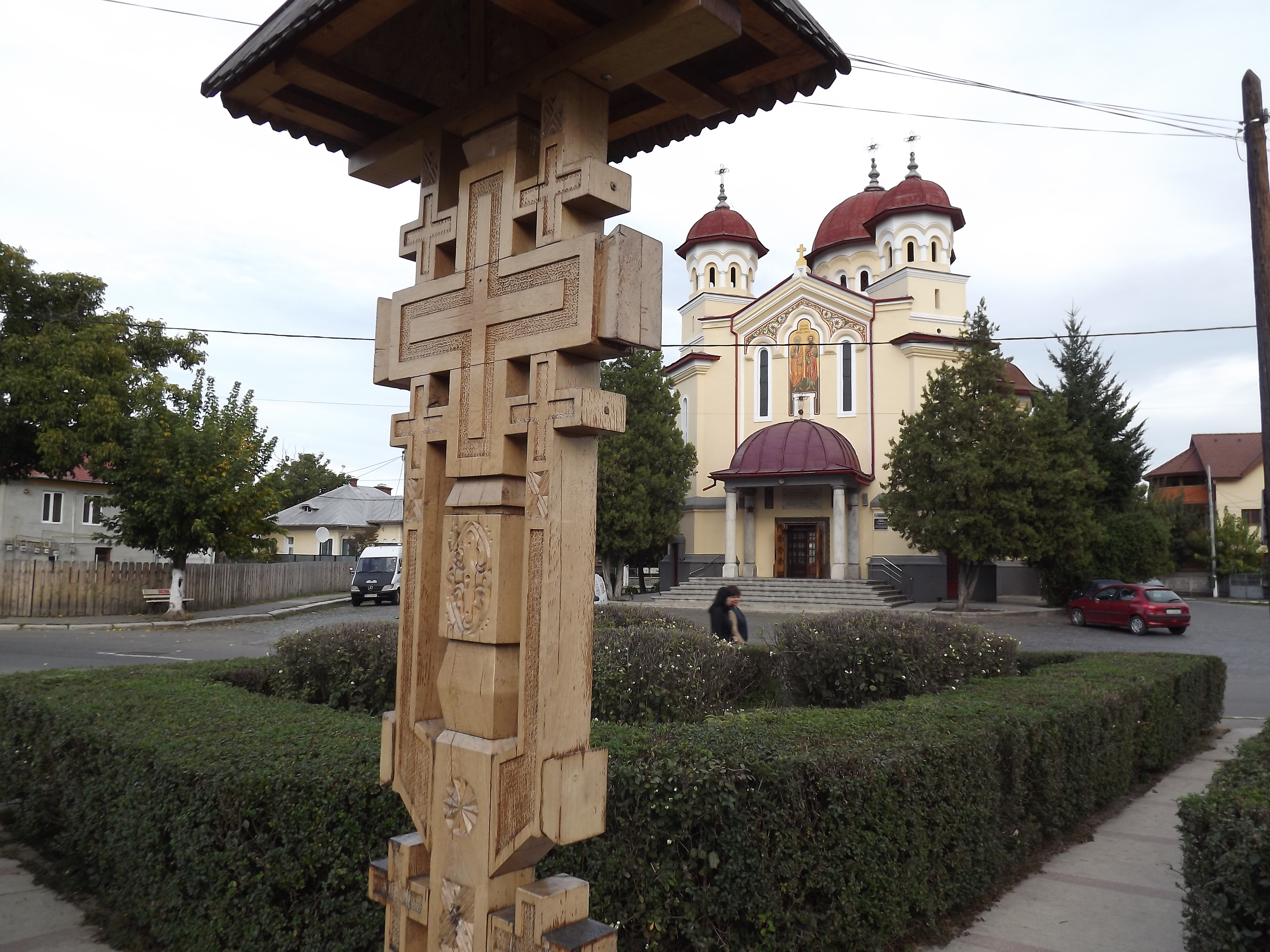